# Macskafogó
A Macskafogó 1986-ban bemutatott magyar–NSZK–kanadai animációs bűnügyi filmvígjáték és sci-fi, amelyet Ternovszky Béla rendezett, producere Kunz Román volt. A forgatókönyvet Nepp József írta, a zenéjét Deák Tamás szerezte. A mozifilm a Pannónia Filmstúdió gyártásában készült és a MOKÉP forgalmazásában jelent meg. Magyarországon 1986. október 2-án mutatták be a mozikban.
A Macskafogó a magyar filmtörténet egyik igazi kultfilmjévé vált, rendkívül nagy sikert aratott Magyarországon, majd később külföldön is sokan megkedvelték. 2007. december 20-ára készült el a folytatása Macskafogó 2. – A sátán macskája címen, mely bár mozis nézettsége alapján az egyik legjobban teljesítő magyar film, népszerűsége messze elmarad az eredeti rajzfilmétől.
A rajzfilmet digitális változatban felújították és 2018. szeptember 13-ától számos magyarországi moziban nagy sikerrel vetítették újra.

## Cselekmény
M. M. u. (Mickey Mouse után) 80-ban az X bolygón a bűnözőszindikátusokba szerveződött macskák az egértársadalom teljes felszámolására törekednek. Az egerek egyik tudósa, Fushimisi professzor ennek kivédésére egy megoldáson dolgozik. Az egerek titkosszolgálata, az Intermouse egy rég visszavonult egérügynökét, Nick Grabowskit hívja segítségül, aki magányosan él „Isten háta mögötti” birtokán. Grabowski feladata, hogy a tudós tervét időben célba juttassa.

Grabowski

Az Intermouse − hogy elterelje Grabowski küldetéséről a figyelmet − csaliként egy másik ügynököt is elindít: Lusta Dicket, az egyszemélyes rendőrzenekart. A macskaszindikátus alvezére, Fritz Teufel lehallgatja a megbeszélést, és négy patkány-bérgyilkost küld Grabowski után, akiknek ez az első feladatuk, mert eddig balettpatkányként tevékenykedtek. Dick gépe lezuhan az Amazonas mentén, és Grabowskinak is csak nagyon kalandos úton sikerül eljutnia Fushimisihez Pokióba.
A patkányok kudarcot vallanak küldetésükben, és „mehetnek vissza a balettbe ugrálni”, de a hazaúton a macskák elfogják az egérügynököt, és Fushimisi professzor bájos asszisztensnőjét, Csino-szant is. A nagy fogás örömére Mr. Giovanni Gatto, a macskabűnözők vezére hivatalosan is utódjává teszi Fritz Teufelt. Mindezt egy előkelő partin jelenti be, ahol Grabowskit főfogásként akarja feltálalni. Azonban nem számolt Lusta Dickkel és új, zenei vénával megáldott vámpír barátaival, akiket repülőgép-szerencsétlensége után ismert meg, s ők megmentik a bajbajutottakat. S noha a macskák megsemmisítették a tervrajzokat, Grabowski „egérfeletti” memóriájának köszönhetően az Intermouse titkos fegyvere mégis elkészül.
A fegyvert Macskafogónak nevezik el, ami nem más, mint egy óriás robotkutya, amely bekapkodja a gonosz macskákat, és pacifikálja őket. Ennek hála, béke születik az egértársadalomban, Grabowski és Csino-szan pedig összeházasodik.

## Külföldi forgalmazás

### Egyesült Államok
A rajzfilmet a tengerentúlon 1987. július 15-én mutatták be a Los Angeles-i Nemzetközi Filmfesztiválon, Cat City néven – ezután az Egyesült Államokban és Kanadában a Sefel Pictures azóta megszűnt kis kanadai cég forgalmazta, 1987-től, VHS kazettán. A rajzfilmben szinte az összes karakter nevét megváltoztatták, hogy lehetőleg minden, a szocialista blokk országaira utaló asszociációt elkerüljenek. A dalokat más hangszereléssel újra felvették; a „Négy gengszter dala”, amely Jimmy Giuffre amerikai jazz-zenész és zeneszerző Four Brothers dalának The Manhattan Transfer előadásán alapult, ebből a változatból teljesen kimaradt.
A filmet 1999-től az Image Entertainment is forgalmazni kezdte, DVD formában.

### Szovjetunió
A Szovjetunióban a rajzfilmet már 1988-ban bemutatták, de a pontos időpont nem ismert. A film nagy kasszasiker lett 1989-ben és valóságos kultuszfilmmé vált a gyerekközönség körében, miután a televízióban többször is adásba került. A film orosz szinkronját a Szojuzmultfilm rajzfilmstúdió készítette 1988-ban. Címe oroszul „Ловушка для кошек” (Lovuska dlja kosek) – ennek jelentése „macskacsapda”, ami egész jó megközelítése a magyar címnek. A rajzfilm szövegét szinkronizálták orosz nyelvre, a dalokat azonban nem, tehát meghagyták azokat az eredeti magyar nyelvű előadásban, és ezekben a szöveg első néhány sora alámondásos orosz fordításban hangzik el.
A Szovjetunióban forgalmazott változat néhány perccel rövidebb a magyar eredetinél. A szovjet kiadásban négy kisebb jelenetet teljesen kihagytak: Safranek kislánya egy egérrel játszik, majd Safranek megbünteti, mert nem szabad neki egerekkel barátkoznia (1 perc 40 másodperc); Bob Poljakov elbúcsúzik Grabowksitól a remetekunyhónál (kb. 30 másodperc); Fritz Teufel és Safranek a cég által az egerek ellen kifejlesztett új fegyverek diafelvételeit nézik végig (kb. 2 perc); Safranek bemutatja Teufelnak egy új fejlesztés eredményét, az egér alakú robotot (ez után a megbeszélés után Safranek farka is be van kötözve, 1 perc 42 másodperc). Ezen túl számos kisebb, 1–5 másodperces részletet is kivágtak a filmből.

### Más országok
A filmet – a fentieken kívül – játszották még a Keleti blokk néhány országában, így Csehszlovákiában, Bulgáriában, valamint (a nyugati tömb országai közül) Hollandiában. A film Franciaországban is megjelent, francia szinkronnal, „Super Souris et l'arme secrète” címmel, de ott szinte ismeretlen maradt.

## Kritika
Ugyan nagy sikert aratott Magyarországon és külföldön egyaránt, a kritikusok eleinte vegyes érzelmekkel fogadták. A Filmvilág 1986-os kritikája sablonos gengszterfilmként osztályozza, amely a műfaj szabályainak megfelelően happy end-del zárul, ám kiemeli a film egyéni humorát. Az ambivalens hangvételű kritikát az is negatív irányba befolyásolhatta, hogy a forgatókönyvet a korabeli hivatalos kultúrpolitika első körben elutasította azzal, hogy sem művészileg, sem kultúrpolitikailag nem tekinthető támogatandónak.
Varga Zoltán 2014-es esszéjében megemlíti a filmet és megjegyzi, hogy a macskák és az egerek szembenállása az ábrázolt kétpólusú világban a hidegháborús fenyegetettségre és a fegyverkezési versenyre utaló motívum.
Érdekesség, hogy a filmben említés szintjén felbukkan Henry David Thoreau, a polgári engedetlenségi mozgalom filozófiai megalapozója: Poljakov és Martinez beszélgetéséből megtudjuk, hogy „Grabowski kész, kilépett, meghasonlott. Thoreau-t olvas, és nyers koszton él.” A polgári engedetlenség azonban több szerepet nem kap a filmben.

## Alkotók
- Író és hangrendező: Nepp József
- Rendezte: Ternovszky Béla
- Zenéjét szerezte: Deák Tamás, Jimmy Giuffre[12]
- Dalszöveg: Hajnal István
- Operatőr: Nagy Csaba, Neményi Mária, Varga György[13][14]
- Segédoperatőr: Pataki Raymund, Nemes Erzsébet
- Hangmérnök: Bányai Jenő, Nyerges András Imre, Réti János
- Hangasszisztens: Zsebényi Béla
- Zörej: Hans-Walter Kramski, Willi Kluth
- Vágó: Hap Magda
- Vágóasszisztens: Völler Ágnes
- Figuratervezők: Maros Zoltán, Ternovszky Béla
- Háttér: Balogh János, Bánfalvy Ákos, Dékány István, Szabó Gyula, Szalay András
- Mozdulattervezők: Foky Emmi, Hernádi Edit, Jenkovszky Iván, Kiss Ilona, Paulovics András, Schibik József, Szalay Edit, Szórády Csaba, Tóth Zsuzsa, Uzsák János, Zsilli Mária
- Rajzolták: Bakos Magdolna, Bajnoczky Mária, Balikó Réka, Dörnyei Péter, Faragó Éva, Horváth Ágnes, Jesse Sándor, Nyírő Erzsébet, Olajos Beáta, Pabló J. Guerrero, Prunner Gabriella, Reisinger Andrea, Révész Gabriella, Seregi Katalin, Szabados Mária, Udvardi Jenő, Udvarnoki József, Varga Erika, Wieser Zsuzsa, Zsáky Zsuzsa, Zsebényi Mária
- Kihúzók és kifestők: Bajsz Melinda, Balogh Ilona, Bíró Erna, Bugát Éva, Gonzales Mariann, Gyebnár Annamária, György Eszter, Meleghegyi Tiborné, Molnár Józsefné, Náfrádi Márta, Németh Mariann, Páni Jánosné, Pócs Jánosné, Sárkány Edit, Simon Mária, Szűcs Györgyné, Takács Edit, Vígh Jánosné, Wágner Antalné
- A rendező munkatársai: Eleőd Bernadett, Imre Mária, Hegymegi Pál, Gelléri István, Mátrainé Óvári Éva, Páhi Lászlóné
- Vezető tervezők: Gémes József, Maros Zoltán
- Technikai tervező: Pintér Erzsébet
- Rendezőasszisztens: Dikász Éva, Polecsák Klára
- Színes technika: György Erzsébet
- Gyártásvezető: Morvay Gábor
- Produkciós vezető: Kunz Román[14]

- A laboratóriumi munkák a Magyar Filmlaboratórium Vállalatnál készültek.
- A kivitelezésben részt vett a Sefel Pictures International és az Infafilm GmbH.[15]
- Készítette a Pannónia Filmstúdió.

## Szereplők
| Szereplő                       | Hang                                 | Karakter |
| ------------------------------ | ------------------------------------ | --- |
| Nick Grabowski                 | Sinkó László                         | A visszavonult szuperegér-ügynök, a film főhőse, mindig tettre-kész, bátor, ügyes és cseles, valamint nem utolsósorban remekül harcol. |
| Fritz Teufel                   | Benedek Miklós                       | Az orosz kék macska, a macskaszindikátus alvezére. Ő az egérellenes mozgalom legfőbb irányítója. |
| Safranek                       | Haumann Péter                        | Fritz Teufel bizalmasa és engedelmes beosztottja, aki gyakran követ el kisebb-nagyobb hibákat, s ezért főnöke mindig keményen megfenyíti. |
| Giovanni Gatto                 | Körmendi János                       | A perzsa macska, a macskaszindikátus fővezére, Fritz Teufel főnöke. Ő a legfőbb macskavezér, de jobbára csak a legfontosabb ügyekben dönt ő. |
| Nero von Schwarz               | Buss Gyula                           | A fekete szibériai macska, Fritz Teufel kérdésére, miszerint kit állítson Grabowskira, ő javasolja a négy patkányt. |
| Buddy                          | Kern András Tóth János Rudolf (ének) | A bérgyilkos patkányok vezetője. |
| Billy                          | Szombathy Gyula Winand Gábor (ének)  | Az ütődött szőke patkány, a bérgyilkos patkányok tagja, Buddy társa. |
| Pissy                          | Béres Ilona Geri Edit (ének)         | A fekete hajú patkánylány, a bérgyilkos patkányok nőtagja, aki folyton dohányzik. Buddy barátnője. A csapat legcselekvőképesebb tagja. |
| Cookie                         | Pálos Zsuzsa Illy Dorka (ének)       | A szőke göndör-hajú patkánylány, a bérgyilkos patkányok nőtagja, Billy barátnője. |
| Lusta Dick                     | Mikó István                          | A trombitás kövér egérrendőr, az InterMouse egyszemélyes rendőrzenekara, aki fontos megbízatást kap a filmben. |
| Bob Poljakov                   | Kállai Ferenc                        | Az InterMouse főkapitánya. |
| Edlington                      | Mécs Károly                          | Az InterMouse bátor kapitánya, aki kávét iszik tejjel, cukor nélkül. |
| Chino-san                      | Pap Vera                             | A japán egérhölgy, Fushimishi professzor asszisztensnője, később Grabowskival tart az akcióban. |
| Fushimishi professzor          | Szatmári István                      | Az egyetem híres japán professzora, aki Pokióban (Tokió paródiája) él. Ő fejleszti ki titkos találmányát, ami az egerek utolsó esélye a macskák elleni harcban, s ezt Grabowski feladata célba juttatni. A karakter neve egy, Japánban valóban létező, a Kiotó prefektúrában lévő városból ered. Japánul: 伏見市 (szótagírás szerint: ふしみし); azaz "fu-shi-mi-shi". |
| Maxipotzac                     | Bodrogi Gyula                        | A vámpír denevérek vezetője, aki társaival egy inka templomban lakik, és vért szívnak |
| Pedro                          | Horváth Gyula                        | Maxipotzac hűséges társa, a vámpírdenevérek tagja. A filmben ő indul zsákmányt szerezni egyik éjszaka, és vissza is tér "egy intermouse-szal" |
| Egérbankár                     | Pathó István                         | A Bank of Mice igazgatója. |
| Idős hölgy                     | Komlós Juci                          | Az öreg egérhölgy, aki pénzt tesz le a Bank of Mice-ban, de ez a döntése a macskáknak nagyobb nyereséget hoz, mint neki. |
| 411-es egér rab                | Szuhay Balázs                        | A kemény kísérleti egér, a macskák egyik egérfoglya a számtalan másik közül. |
| Gyurika papagáj                | Szuhay Balázs                        | A beszélő zöld papagáj az Amazonas erdején. |
| Miniatürizált macska           | Soós László                          | A kísérleti macska Fritz Teufel technikusainál, aki a 411-es rabegérrel küzd meg, de akárhogy igyekszik, alulmarad. |
| Csíkos macskalóz               | Soós László                          | A vörös csíkos macska, a macskalózkapitány másodtisztje. |
| Újságárus fiú                  | Bartucz Attila                       | Az egérfiú, aki az újságokat árul. |
| Egérsofőr                      | Harkányi Endre                       | Az ideges egérsofőr, aki először be akart hajtani, de meglátott egy gengszter macskát, és (jogosan) jobbnak látta elhúzni a csíkot. |
| Álarcos rabló macska           | Harkányi Endre                       | A kemény barna gengszter-macska a pisztolyával, aki a társával eltéríti a repülőgépet. |
| 5-ös osztályvezető             | Harkányi Endre                       | Az 5-ös gengszter-macska osztag vezetője. |
| Gengszter macska #1            | Kautzky József                       | Az egyik napszemüveges fehér ruhás gengszter macska, aki megparancsolja az újságárus fiúnak, hogy egye meg az újságokat, amik a macskák ellen buzdítanak. |
| Ajtónálló őr                   | Miklósy György                       | Az InterMouse egyik egérőre. |
| Nielsen                        | Láng József                          | A robotgyár igazgatója. |
| Martinez                       | Szabó Ottó                           | A másik igazgatósági tag, Nick Grabowski társa. |
| Telefonos cicus                | Földessy Margit                      | Giovanni Gatto titkárnője. |
| Cathy                          | Ábel Anita                           | Safranek lánya. Apjával és a macskákkal ellentétben barátságos az egerekkel, amiért apja gyakran megbünteti. |
| Samu                           | Boros Zoltán                         | A kisegér fiú, Cathy játszótársa. |
| Macska technikus #1            | Varga T. József                      | Az egyik technikus, egy kövér vörös macska. |
| Diszpécser                     | Varga T. József                      | Az InterMouse diszpécsere, aki az ablaktisztítónak álcázott Edlingtont behívja. |
| Ragyás macskalóz               | Varga T. József                      | A ronda macska, a macskalózok tagja. |
| Macska technikus #2            | Koroknay Géza                        | A másik technikus, egy sziámi macska. |
| Igazgatósági tag               | Koroknay Géza                        | Az egyik igazgatósági tag az Intermouse-nál, aki Grabowskit javasolja a küldetésre. |
| 14-es osztályvezető            | Koroknay Géza                        | A 14-es gengszter-macska osztag vezetője. |
| Másodpilóta                    | Koroknay Géza                        | A másik pilóta. |
| TV-bemondó                     | Dömök Gábor                          | A barnahajú egér bemondó, a híradó csoport tagja. |
| Kifosztott bácsi               | Komlós András                        | Az öreg egér bácsi, akit feleségével együtt kirabol a híradóban említett betörő macska, a híradó nézése közben, de ő rászól a macskára, mivel az majdnem ott felejti a műsorújságot. |
| Betörő macska                  | Farkas Antal                         | A kövér, fehér foltos rabló macska, aki kirabolja az öreg egérpárt. |
| Kövér macskalóz                | Farkas Antal                         | A dagadt macskalóz |
| Utaskísérőnő                   | Füsti Molnár Éva                     | Az egérhölgy, aki frissítővel kínálja az utasokat a repülőgépen, amin Dick utazik. |
| RatRacer információs szolgálat | Dallos Szilvia                       | A patkányok lopott autójának rádiós információs bemondónője. Később kiderül, ki volt a "bemondó hölgy", de akkor már mindegy. |
| Mérnök                         | Velenczey István                     | A fegyvergyár igazgatója, aki diavetítéssel felajánlja a cég által az egerek ellen kifejlesztett új fegyvereket. |
| Kikötői fiú                    | Pálok Gábor                          | A fekete egérfiú a kikötőben. |
| Hajóskapitány                  | Gera Zoltán                          | Az M-LINES kapitánya. |
| Első tiszt                     | Bezerédi Zoltán                      | A hajóskapitány első tisztje a hajón, ahol Grabowski utazik. |
| Macskalóz kapitány             | Gálvölgyi János                      | A macskalózok kapitánya. |
| Félszemű macskalóz             | Gálvölgyi János                      | A falábú macskalóz, a macskalózkapitány első tisztje. |
| Pilóta                         | Gálvölgyi János                      | Az egyik pilóta a repülőgépen. |
| Inas                           | Gálvölgyi János                      | Giovanni Gatto egyik személyzeti tagja. |
| Vörös macskalóz                | Füzessy Ottó                         | A puskás narancsvörös macska, a macskalózok tagja. |
| Miguel                         | Füzessy Ottó                         | A vámpír denevérek egyik tagja. |
| Sebtapaszos macskalóz          | Szoó György                          | A morcos gépfegyveres macskalóz. |
| Vámpír denevér #1              | Botár Endre                          | A vámpír denevérek másik tagja. |
| 4-es osztályvezető             | Zenthe Ferenc                        | A 4-es gengszter-macska osztag vezetője. |
| 17-es osztályvezető            | Horkai János                         | A 17-es gengszter-macska osztag vezetője. |
| 8-as osztályvezető             | Horkai János                         | A 8-as gengszter-macska osztag vezetője. |
| Tizedes                        | Horváth Pál                          | A City Police tagja, aki kölcsönadja a pisztolyát Bob Poljakoffnak. |
| Éneklő cicus                   | Postásy Júlia (ének)                 | Az énekesnő, aki Giovanni Gatto szombat esti partiján fellépett. |
| Ali ben Kuka                   | –                                    | A néma arab macska, aki tolmácsolta az egerek jelbeszédét. |
| Kifosztott néni                | –                                    | Az öreg egér néni, a kifosztott bácsi felesége, aki kötöget. |
| Fekete kabátos rabló macska    | –                                    | A napszemüveges, fekete ruhás gengszter-macska a gépfegyverével, aki a kemény társával eltéríti a repülőgépet. |
| Mr. Jackson                    | –                                    | A hajóskapitány másodtisztje. |
| Macskafogó                     | –                                    | Az óriás robotkutya, az egerek fegyvere, amivel elkapják és megszelídítik a macskákat. |

## Betétdalok
| Dal                       | Előadó                                              |
| ------------------------- | --------------------------------------------------- |
| Négy gengszter            | Geri Edit Illy Dorka Tóth János Rudolf Winand Gábor |
| Cicadal (Miu - Mi újság?) | Postásy Júlia                                       |

## Érdekességek
- A film eleje a Csillagok háborúja főcímét idézi.
- A macskaszindikátus vezére, Giovanni Gatto neve olaszul Macska Jánost (vagyis Macskajancsit) jelent.
- A Fritz Teufel név Ördög Fricit jelent németül, de a név egyúttal utal a tejfölre, mint a macskák által hagyományosan kedveltnek tartott élelmiszerre is.
- A patkányok dalbetétjét eredetileg a The Manhattan Transfer énekelte Four Brothers[16] címmel.[17] Ez a szám azonban szintén feldolgozás, Jimmy Giuffre négy szaxofonra[18] írta eredetileg.[19] A film alapötletét is ez a szám adta Nepp Józsefnek, a forgatókönyvírónak: szeretett volna egy rajzfilmes klipet készíteni hozzá, és egy történetet kreálni köré.[20]
- A filmben emlegetett Cincinnatus a Római Köztársaság korai időszakának egyik legendás consulja volt a Kr. e. 5. század első felében.
- A filmet az 1986-os év legsikeresebb közönségfilmjének választották, nemcsak az animációs filmek közt, de a natúrfilm-kategóriában is.
- A filmnek készült folytatása is, amely 2007. december 20-án debütált a magyar mozikban.
- A film bemutatásának 30. évfordulóját egy vetítéssel ünnepelték meg 2016. november 19-én, ahol a filmet egy eredeti, 35 mm-es kópiáról vetítették le.
- A filmet a magyar szakmai plénum benevezte az 59. Oscar-gálára a legjobb idegen nyelvű filmek közé, de eredménytelenül.
- A filmből társasjáték, képregény és musical[21] is készült.
- Budapest V. kerületében (a Nádor utcában) a film után elneveztek egy pubot is.

## Televíziós megjelenések
- M1 (később), M2 (később), M5, Magyar Mozi TV
- RTL Klub (később), TV2, Super TV2, Moziverzum